# Bygglekplats

Bygglekplats i Köpenhamn, 1965

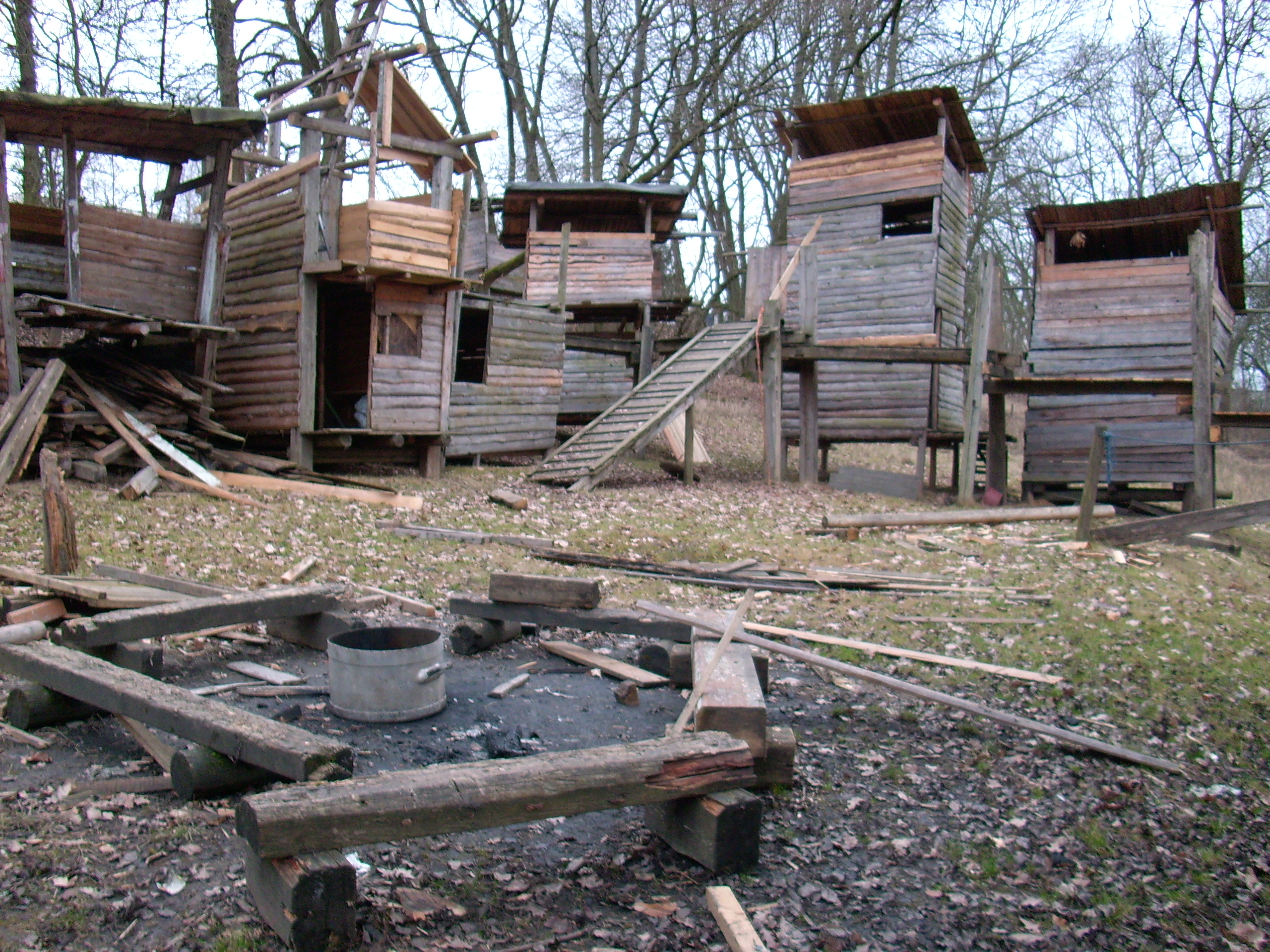
Bygglekplatsen på Jugendfarm Freiberg, Stuttgart i Tyskland

Bygglekplats, eller skrotlekplats (danska: skrammellegeplads), är en form av aktiv lekplats för litet äldre barn, vilken ger utrymme för kreativ lek.
Den danske landskapsarkitekten Carl Theodor Sørensen skrev 1931 boken "Parkpolitik i sogn og købstad by", som skickades som gåva till alla lokala råd och församlingsråd i Danmark med stöd från Ny Carlsbergstiftelsen. I denna bok formulerades en lång rad idéer om planteringar, rekreationsområden för barn, lekplatser, parker och anläggningar, kyrkogårdar, prästgårdsträdgårdar, skolträdgårdar, idrottsplatser och trädgårdsstadsdelar. Det var i denna bok som Carl Theodor Sørensen utformade idén om en skrammellekplatsen". Senare blev i Danmark "byggelegeplads" det vanliga begreppet. I Storbritannien lanserades bygglekplatser under begreppet "adventure playground" ("äventyrslekplats").
Carl Theodor Sørensen skapade tillsammans med arkitekten Dan Fink (1908–1998) och läraren Hans Dragehjelm (1875-1948) Skrammellegepladsen – en lekplats full av överblivet byggmaterial och skräp - på Keldsøvej i Emdrup, som invigdes i augusti 1943 under den tyska ockupationen i Danmark. Han hade sett att barn som lekte utomhus gillade stökiga miljöer allra bäst. På Skrammellegepladsen  byggde barnen bland annat av återvinningsmaterial. Den andra skrotlekplatsen i Danmark invigdes 1947, och 1965 fanns det elva sådana i Danmark. På lekplatsen fanns en vuxen lekledare.  
Bygglekplatser introducerades i Storbritannien omedelbart efter andra världskriget av lady Allen of Hurtford med inspiration av Skrammellegeplatsen i Emdrup. Medan bygglekplatser är en form av bemannad lekplats, har begreppet äventyrslekplatser i Sverige förknippats med en vidare grupp lekplatser, som utformats för kreativ lek, och inte bara sådana där leken sker under viss uppsikt av utomstående vuxna.
Arvid Bengtsson (1916-1993), som var stadsträdgårdsmästare i Helsingborg 1951–1962, och senare i Göteborg, besökte bygglekplatsen i Emdrup och tog med sig idéerna tillbaka till Sverige. Ett antal bygglekplatser byggdes i Sverige på 1950-, 1960-och 1970-talet, men idag finns bara ett fåtal kvar. 